# Offensive de Tikhvine
Front de l'Est de la Seconde Guerre mondiale
Batailles
Phase 1
- Brest-Litovsk
- Białystok–Minsk
- Pays baltes
- Raseiniai
- Brody
- Bessarabie et Bucovine du Nord
- Moguilev

Phase 2
- Smolensk
  - Roslavl-Novozybkov (en)
- Avance sur Léningrad

Phase 3
- Ouman
- Odessa
- 1re Kiev
- Tallinn
- Petrikovka (en)
- Ielnia
- Léningrad
- Mer d'Azov (en)

Phase 4
- 1re Kharkov
- Beowulf
- Donbass-Rostov (en)
- Briansk (en)
- 1re Crimée
  - Sébastopol
- Tikhvine
- 1re Rostov
- Gorki
- Moscou

L'offensive de Tikhvine est une opération militaire entreprise par l'armée allemande en octobre 1941 pendant la Seconde Guerre mondiale dans le cadre de l'opération Barbarossa. L'offensive, menée entièrement autour du fleuve Volkhov, est lancée par Adolf Hitler avec pour objectif principal de couper les routes d'approvisionnement vers Léningrad. En outre, le haut commandement allemand envisage le déploiement de troupes dans la région pour couvrir le flanc nord de l'offensive parallèle que le Troisième Reich lance à cette époque vers Moscou et également pour relier les forces alliées en Finlande. Les puissantes contre-offensives soviétiques, ajoutées à l'attrition accumulée de l'armée allemande et à la surextension de son réseau logistique, conduisent à l'effondrement du groupe d'armées Nord et au retrait allemand du terrain occupé au cours d'une succession de combats.
La victoire soviétique à Tikhvine marque la première contre-offensive réussie dans le secteur et permet à Léningrad de continuer à tenir le coup dans ce qui va devenir l'un des sièges les plus sanglants de l'Histoire. Le groupe d'armées allemand Nord ne lancera désormais plus d'offensive dans la région, étant relégué à un rôle défensif,.

## Contexte
L'opération Barbarossa, nom donné au plan allemand d'invasion de l'Union soviétique à l'été 1941, est conçue comme une offensive vers l'est suivant trois axes distincts : Léningrad, Smolensk et l'Ukraine. À cet effet, l'Allemagne consacre un groupe d'armées pour chaque direction : Nord, Centre et Sud. Quatre jours plus tard, la Finlande rejoint l'offensive allemande, en réponse aux bombardements préventifs soviétiques et avec l'intention de récupérer les territoires perdus lors de la guerre d'Hiver de 1939-1940.
Le groupe d'armées Nord, composé de trois armées (4e, 16e et 18e), bien que la plus petite des trois, réussit — dans une succession d'avancées rapides à travers la Baltique — à atteindre les portes de Léningrad en septembre,. Après la prise de Chlisselbourg et des cités ouvrières des tourbières de Nazia le 8 septembre, la ville, assiégée par les Finlandais et les Allemands, avait été séparée du reste de l'Union soviétique, gardant comme seul lien les eaux du lac Ladoga. Même si Léningrad, berceau de la révolution d'Octobre, est aux yeux du nazisme un objectif symbolique important à détruire, les Allemands se retrouvent à l'arrivée de l'automne affaiblis et incapables de l'attaquer, avec un ennemi refusant de se rendre et toujours approvisionné tant par aérien et via le lac Ladoga,,.

## Offensive allemande
À la suite des avancées allemandes tout au long de l'été 1941 et alors que la bataille de Kiev bat son plein, Hitler publie la directive n° 35 le 6 septembre, décrivant à la fois son plan d'avancée vers Moscou et les plans du groupe d'armées Nord, qui devra avancer vers l'est pour atteindre ces deux objectifs :

« 3. [...] Isolez la région opérationnelle de Léningrad du secteur situé le long du cours inférieur de la rivière Volkhov. [...] Rejoignez l'armée de Carélie sur la rivière Svir après la destruction des forces ennemies dans la région de Léningrad.
4. [...] Assurez la protection du flanc nord de l'avancée du groupe d'armées Centre, en plus de l'avancée, des deux côtés du lac Ilmen, pour relier l'armée de Carélie. »

— Directive n° 35 d'Adolf Hitler
Les nouveaux objectifs donnés au groupe d'armées Nord, qui vient de céder au groupe d'armées Centre sa 4e Panzerarmee et le VIIIIe corps aérien, pour contribuer à l'offensive vers Moscou, provoque une crise entre Hitler et le maréchal von Leeb, responsable du groupe d'armées Nord, qui s'est d'abord opposé à entreprendre une nouvelle offensive vers l'est avec ses forces épuisées et dans des circonstances qui, à son avis, s'avèrent défavorables pour les Allemands. L'offensive doit avoir lieu sur un territoire couvert à 60 % par des marécages et dans une saison où le risque de neige suivit de dégels boueux est élevé. À tous ces inconvénients s'ajoute la perte du soutien finlandais à la Wehrmacht, car après l'avancée initiale du maréchal Mannerheim, qui avait ramené la frontière finlandaise dans son état d'avant la guerre d'hiver, la Finlande est passée sur la défensive et a même initié un processus de démobilisation.
Von Leeb propose à la place une action visant à détruire la tête de pont d'Oranienbaum, à l'ouest de Léningrad, ainsi qu'une avance vers le lac Ladoga, en suivant le cours du Volkhov, pour couper l'approvisionnement de Léningrad et détruire la 54e armée soviétique. Ce deuxième plan est rejeté par Hitler, qui ordonne à la place de prendre Tikhvine, en tournant vers le nord-ouest, après la prise de cette ville, en direction de Volkhov, jusqu'à atteindre le lac Ladoga. Ensuite, si les circonstances le permettent, ils devront avancer jusqu'à la frontière finlandaise en Carélie. Franz Halder, chef d'état-major de l'armée allemande, qualifie le plan dans son journal de « pure fantaisie ! ».
Pour compenser les unités rendues et les pertes subies depuis juin, il est convenu d'envoyer de nouvelles divisions d'arrière-garde au cours de l'automne. Ainsi, depuis la France occupée, les 212e, 215e, 223e, 227e divisions d'infanterie sont transférées dans le groupe d'armées Nord, profitant de la présence de voies ferrées à écartement standard dans les pays baltes ; et depuis la Biélorussie jusqu'à la 250e (la « Division Bleue » espagnole), profitant du fait qu'elle transitait à proximité d'une liaison ferroviaire avec Novgorod,.

### Groupe von Roques

Plan allemand original simplifié (première phase). — R : plan de von Roques. — B : proposition initiale de von Leeb. — C : avance vers Tikhvine.

Afin d'avancer à l'est de l'Ilmen pour couvrir le flanc nord de l'axe en direction de Moscou, une unité ad hoc (« kampfgruppe » en terminologie allemande) est constituée en octobre, composée principalement des 126e et 250e divisions d'infanterie plus une partie de la 18e division d'infanterie motorisée. Ce groupe est confié à Franz von Roques, alors responsable de la zone arrière du groupe d'armées Nord.
La manœuvre prévue pour ce groupe consiste en une forte avancée sur deux axes : Malaïa Vichera au nord et, plus au sud, la route qui traverse la rivière Msta à l'est de Novgorod. Les deux avancées doivent s'unir à l'est avec le but final d'obtenir la ville de Borovitchi. À cette fin, l'assaut principal sur le Volkhov, dans la région de Grouzino, est lancé le 16 octobre et le 19 octobre, plus au sud, à Oudarnik, par les troupes de la Division Bleue. Alors que l'assaut principal sert à la fois à ouvrir la route vers Tikhvine et vers Malaïa Vichera, l'assaut d'Oudarnik a pour fonction d'attirer le maximum de forces soviétiques afin d'ouvrir la voie à la traversée prévue du Volkhov depuis la ville de Novgorod par la majeure partie de la 250e division d'infanterie.
Bien qu'initialement rapides au niveau des têtes de pont, les avancées commencent rapidement à provoquer des contre-attaques soviétiques. Le 27 octobre, à l'est de Malaïa Vichera, l'avancée allemande vers l'est est stoppée. Deux jours plus tard, l'avancée de diversion de la Division Bleue, dépourvue d'un soutien important dans ses assauts, est stoppée face à une forte résistance soviétique. Le 1er novembre, en raison des problèmes croissants rencontrés, la portée de l'offensive est réduite, la rivière Msta étant le nouvel objectif final. Néanmoins, l'avancée problématique vers Tikhvine à cette époque et la forte résistance soviétique rencontrée force le groupe von Roques à abandonner la 18e division pour aider à l'avancée vers Tikhvine et la 126e division d'infanterie pour tenir les défenses de Malaïa Vichera. Le 6 novembre, von Roques reçoit l'ordre d'annuler l'assaut attendu de Novgorod et de passer complètement à la défensive. Le groupe est dissous le 14 novembre, renvoyant ses unités au XXXVIIIe corps de von Chappuis et léguant des positions dans la tête de pont difficiles à maintenir.

### Avance vers Tikhvine
À la suite de la prise de Grouzino par les 21e et 126e divisions et après quatre jours de combats en terrain difficile, la 12e Panzerdivision et la 20e division d’infanterie motorisée, toutes deux faisant partie du XXXIXe corps motorisé du général Rudolf Schmidt, lancent une avance vers Boudogochtch, provoquant une brèche entre les 4e et 52e armées soviétiques, désormais séparées par la route de Tikhvine. La retraite rapide de la 52e armée se condense quelques jours plus tard en un fort avertissement d'Alexandre Vassilievski, commandant en second de l'état-major soviétique, au général Klykov et force la Stavka à renforcer les deux armées. Le 23 octobre, les Allemands prennent Boudogochtch. La Stavka répond à cette prise en ordonnant, le 26 octobre, aux 4e et 52e armées de lancer une contre-attaque vers la route de Tikhvine, dans le but de repousser les Allemands à travers le Volkhov. La contre-attaque, bien qu'ayant échoué en partie à cause d'une mauvaise coordination, oblige la 12e Panzerdivision à suspendre temporairement son avance.
C'est à ces dates que von Leeb rencontre Hitler pour demander le soutien du groupe d'armées Centre sous la forme d'une attaque de Kalinin vers Bologoïe, poussant vers le nord vers le flanc droit du groupe d'armées Nord. La pression soviétique contre Kalinine rend impossible l'envoi de tels secours. Leeb obtient au moins la permission d'annuler l'assaut sur la tête de pont d'Oranienbaum à l'ouest de Léningrad, obtenant ainsi trois divisions de ce secteur.
La Stavka, avant l'avancée vers Tikhvine, ordonne une nouvelle contre-attaque de la 4e armée, dans laquelle elle emploiera deux groupes de choc de deux divisions chacun, vers les forces mécanisées de plus en plus proches de Schmidt. Cette contre-attaque est un échec, puisque les contre-attaques allemandes, ajoutées à leur concentration d'aviation et d'artillerie, finissent par les perturber. Peu de temps après, profitant d'un gel permettant aux rivières de couler abondamment, les Allemands entreprennent la prise de Tikhvine le 6 novembre. La ville est occupée deux jours plus tard en pleine tempête de neige. Le XXXIXe corps de Schmidt sera désormais enlisé dans la ville, se mettant sur la défensive face à la pression soviétique croissante.
La contre-attaque contre l'avancée allemande vers Tikhvine est simultanée à celle lancée depuis la Neva en direction de Siniavino, à l'est de Léningrad, dans le but de relier Léningrad aux lignes soviétiques. Le plan pour le couloir Siniavino implique le groupe opérationnel « Neva » et la 55e armée, attaquant le long de la Neva tandis que la 54e armée de Khozine frappe les Allemands sur leur flanc est, laissant la XXVIIIe au milieu de la tenaille. Les mauvais résultats et la situation difficile à Tikhvine obligent la Stavka à réorienter l'effort de la 54e armée vers l'est, mettant fin aux espoirs de lever l'encerclement avant la 42e armée. La confrontation oblige les Allemands à déplacer cinq divisions pour défendre le secteur de Siniavino. Les combats dans la région se poursuivront l'année suivante dans ce qui deviendra l'offensive de Siniavino de 1942.

### Avance vers le lac Ladoga

Plan allemand original simplifié (deuxième phase). — A : Avance prévue vers la Carélie. — B : Avance prévue vers le lac Ladoga.

Formé par des unités des 8e et 12e Panzerdivisions et des 11e et 21e divisions d'infanterie, le kampfgruppe von Boeckmann (une autre unité ad hoc) a pour objectif principal la prise de Volkhov et d'atteindre les rives du lac Ladoga, coupant le dernier point de ravitaillement vers Léningrad. Une autre mission du groupe sera la défense du flanc gauche de l'axe de plus en plus tendu vers Tikhvine. Le groupe von Boeckmann parviendra, après une lente progression, à avancer à moins de 14 km de Volkhov avant d'être complètement stoppé. Contraint par Hitler de maintenir l'avance, von Leeb renforce von Boeckmann avec la 254e division d'infanterie et le corps motorisé de Schmidt, de plus en plus affaibli, enlisé à Tikhvine, avec la 61e division. Renforcé, von Boeckmann maintient une attaque à partir du 28 octobre qui réussit à pousser la 4e armée soviétique vers l'est, la séparant de la 54e armée (qui défend l'axe vers le lac Ladoga), et atteint la banlieue de Volkhov le 8 novembre. Bien qu'ayant été renforcée plus tard par un kampfgruppe de la 8e Panzerdivision, la 4e armée réussit, dans une attaque désespérée, à atteindre la périphérie de Volkhov le 8 novembre. L'armée réussit, lors d'une énième attaque désespérée, à bloquer le flanc allemand et à arrêter l'offensive,.
La présence de renforts mécanisés dans le groupe von Boeckmann incite la Stavka à intervenir dans le secteur : le quartier-général du commandant des forces armées limoge le général de la 4e armée, Vsevolod Yakovlev par Kirill Meretskov, renforce la 54e armée avec cinq divisions de fusiliers (dont une de la Garde) et une brigade d'infanterie de marine, et ordonne à la 54e armée d'arrêter l'attaque à l'ouest, en direction de Siniavino, afin de pousser vers l'est, en direction de Volkhov, menacé.
Alors que la 54e armée de Fediouninski se prépare à frapper les forces allemandes avançant vers Volkhov, von Boeckmann reçoit un autre kampfgruppe composé d'éléments de la 8e Panzerdivision et lance également une attaque avec la 254e division d'infanterie au nord-ouest en direction du lac Ladoga, cette fois à l'ouest de la rive de la rivière Volkhov. Cet effort, qui échoue en raison de l'intervention rapide de Fediouninski, est la dernière tentative d'avancée allemande dans le secteur de Volkhov. Le rapport des forces s'étant modifié de manière irréversible en faveur des Soviétiques, les Allemands sont contraints de se mettre sur la défensive dans tous les secteurs.

## Contre-offensive soviétique

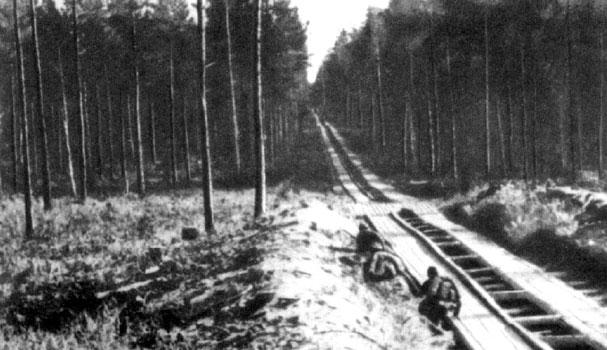
Route avant Volkhov près du lac Ladoga. Les nombreuses forêts et marécages de la région rendent leur contrôle vital.

La forte baisse des températures à la fin de 1941 est le prélude au rude hiver qui s’annonce. Ce changement de temps a transformé la situation sur le front : les routes brouillées par les effets de la rasputitsa sont désormais verglacées, redonnant une mobilité opérationnelle aux armées ; les rivières, autrefois difficiles à franchir à gué, sont gelées, permettant à l'infanterie de les traverser,. À cela s'ajoute l'impact de la ténacité inattendue des Soviétiques, des énormes pertes humaines subies et du mauvais matériel hivernal sur le moral allemand, qui commence à faiblir,. Malgré cela, la Wehrmacht continue à insister sur sa poussée vers l’est. Contrairement à la manière traditionnelle de l'armée allemande de développer une opération, l'avancée à travers le Volkhov s'est faite en éventail : le Ier corps et le groupe Boeckmann au nord, en direction du Volkhov ; le XXXIXe corps de Schmidt motorisé à l'est, sur l'axe vers Tikhvine ; le XXXVIIIe corps de von Chappuis, étendu et sans réserves, couvrant le flanc droit de Schmidt entre le lac Ilmen et Boudogochtch,,. Cette situation, résultant des objectifs ambitieux de l'opération, empêche ces unités de se soutenir mutuellement, les rendant vulnérables aux contre-attaques. Dotée d'un meilleur équipement hivernal et de réserves nouvellement arrivées, l'Armée rouge est, dans cette nouvelle situation, prête à riposter sous la forme d'une contre-attaque de tous les points contre le saillant allemand.
Le haut commandement soviétique élabore un plan pour former un mouvement en tenaille composée de la 54e armée au nord et de la 4e armée à l'est. Unis à Kirichi, ils détruiront les unités allemandes à Tikhvine et les troupes de von Boeckmann à Volkhov. Pendant cette manœuvre, la 52e armée et le groupe opérationnel de Novgorod (ru) lanceront un assaut frontal contre les forces allemandes dans la région de Malaïa Vichera pour les faire traverser la rivière Volkhov, afin d'établir des têtes de pont soviétiques sur la rive gauche de la rivière.
En raison des contraintes logistiques et du manque de troupes, l’opération se déroule progressivement et non simultanément. Le 12 novembre, les attaques de Klykov commencent dans la région de Malaïa Vichera. Le 19, la 4e armée de Meretskov est lancée contre Tikhvine et le 3 décembre la 54e armée de Fediouninski commence son attaque à l'ouest du Volkhov.

### Combats sur la tête de pont
Après avoir commencé à subir la pression des attaques incessantes des Soviétiques, von Leeb demande le 16 novembre à l'OKH le retrait de Tikhvine pour mieux défendre le secteur. La demande est rejetée, son supérieur, Halder, soulignant la nécessité de conserver le poste. Contrôler Tikhvine signifie condamner la ligne de chemin de fer avec Volkhov, point à partir duquel les fournitures vitales étaient acheminées vers Léningrad par la route de la vie.
Le flanc droit de l'axe allemand en direction de Tikhvine commence à être plongé dans une succession d'attaques frontales de la 52e armée, obligeant les Allemands à abandonner la Malaïa Vichera lorsque les forces soviétiques prendront le village de Nekrassovo lors d'une infiltration le 18 novembre, après avoir effectué plusieurs assauts frontaux contre la 126e division. La prise de ce village signifie, d'une part, que Bolchaïa Vichera, la ville à l'ouest de Malaïa Vichera, est exposée aux attaques soviétiques et, d'autre part, que les unités allemandes de Malaïa Vichera risquent l'encerclement. La 126e est contraint d'abandonner Malaïa Vichera et d'établir des défenses à Bolchaïa Vichera. L'OKH répond aux difficultés de la 126e en déployant la 215e division d'infanterie pour renforcer la position. Un tel retrait laisse désormais les forces allemandes de Grouzino à portée des attaques de Klykov, mettant ainsi en danger la route de Tikhvine.
C'est à ce moment-là que les trois groupes de choc de la 4e armée attaquent Tikhvine, entamant une lente avancée sur la neige et face à une farouche défense allemande, qui atteindra les abords de la ville le 7 décembre. Au même moment, tant à l’ouest qu’au sud de Tikhvine, de violents combats visant à encercler la ville poussent les forces de la Wehrmacht dans leurs retranchements. Les unités allemandes maintiennent de manière précaire l'axe menant à la ville ; mais la situation, aggravée par une météo décimant littéralement leurs forces, devient désespérée début décembre : Meretskov réussit à pénétrer dans la voie ferrée au sud de Tikhvine.

#### Bataille de Possad

Situation des combats entre la Division Bleue (250e division) et la division de fusiliers sur la tête de pont à la fin de novembre. Au nord de Chevelevo est stationnée la division allemande. (⊕ : Postes de secours).

Après l'assaut sur la rive orientale du Volkhov en octobre, la Division Bleue a réussi à former une tête de pont d'environ 5 km, tout en s'étant connecté avec les forces allemandes avançant plus au nord, à Chevelevo. La tête de pont espagnole, après avoir stagné depuis les violents combats de l'assaut infructueux de la position fortifiée de la « Caserne », s'agrandit de nouveau lors du remplacement du 30e régiment de la 18e division d'infanterie motorisée à Possad le 8 novembre,. Ce régiment avait réussi à avancer jusqu'à la rivière Vichera avec l'idée de se diriger vers la rivière Msta, un plan qui fut abandonné lorsque sa présence fut nécessaire pour l'avancée vers Tikhvine. Ce relèvement signifie que la division espagnole sera désormais chargée d'assurer la sécurité de l'extrémité sud de la tête de pont du Volkhov, couvrant le flanc droit de la 126e division, unité engagée dans la défense de la Malaïa Vichera.
La situation devient compliquée pour les Espagnols, car ils doivent désormais défendre une position qui ne peut être atteinte qu'en traversant une route de 10 km à travers une forêt avec une forte présence partisane et de l'Armée rouge. La défense devra également s'effectuer sans soutien lourd ni aviation, l'avancée vers Tikhvine étant prioritaire sur le reste des secteurs. Alors que la majeure partie de la division défend le Volkhov et la lac Ilmen (qui sera bientôt praticable sur la glace), Agustín Muñoz Grandes, général de la 250e, ne peut compter que sur deux bataillons pour la défense des positions cédées. Il décide qu'un bataillon défendra le monastère d'Otenski, situé au milieu de la forêt, tandis qu'un autre défendra le village de Possad, contrôlant ainsi le carrefour le long de la rivière Vichera.
Lorsque la contre-offensive de la 52e armée de Klykov est déclenchée le 12 novembre, la tête de pont de la 250e est engagée dans une série de batailles contre le groupe opérationnel soviétique de Novgorod (ru). Le groupe opérationnel compte dans le secteur la 305e division de fusiliers (en), la 3e division de chars (ru), trois régiments d'infanterie et un régiment d'artillerie,. Face à la pression soviétique, il est décidé d'abandonner le quartier de Posselok, de construire deux blockhaus sur la route de Possad pour contrôler la route et d'envoyer une compagnie de sapeurs en renfort. La garnison de Possad passera le reste de l'affrontement continuellement harcelée par les avions, l'artillerie et les assauts soviétiques, la situation étant particulièrement critique le 7 décembre, lorsqu'elle est attaquée de tous les points par les forces blindées. Dans l'après-midi, ils réussissent à pénétrer dans les défenses ; mais, après avoir accédé au village, ceux-ci sont expulsés lors d'une contre-attaque espagnole désespérée à la baïonnette. À ce moment-là, la détérioration du front dans les défenses allemandes situées sur le flanc gauche de la 250e finit par rendre inutile la prolongation de la défense de Possad, recevant le même jour l'ordre d'abandonner la position. Profitant de l'obscurité, la même nuit, les forces de Possad et d'Otensky sont évacués, se retirant de manière organisée et inaperçue vers Chevelevo. Le 9 décembre, ils abandonneront les dernières positions de la tête de pont. Pour la 250e, l'opération compte un taux de pertes de 30 % parmi les troupes de combat,.

### Repli allemand
« Le Heersgruppe Nord est autorisé à retirer les flancs intérieurs de ses 16e et 18e armées vers la ligne de la rivière Volkhov et la ligne de chemin de fer allant au nord-ouest de la gare de Volkhov. [...] La mission du groupe d'armées est de défendre cette ligne jusqu'au dernier homme, de ne pas reculer d'un seul centimètre, tout en continuant à assiéger Léningrad. »

— OKW (État-major allemand)
16 décembre 1941,

Situation simplifiée sur le front de Volkhov après les contre-attaques à la fin décembre.

Face à l'impossibilité de maintenir les positions dans le secteur, Wilhelm von Leeb ordonne le retrait dans la nuit du 7 décembre, quelques heures avant qu'Hitler ne donne son accord. Tikhvine sera abandonnée le 9 décembre, après un mois d'occupation, les forces allemandes livrant des combats désespérés pour éviter leur destruction lors de leur évacuation. Meretskov poursuivra le corps motorisé de Schmidt pendant les prochains jours, même si les Allemands ralentiront la fuite en établissant une défense temporaire dans une zone marécageuse intermédiaire près de Boudogochtch. Plus au sud, la pression de l'offensive de Klykov finira par chasser les Allemands de Bolchaïa Vichera le 16 décembre. Le 27 décembre, le front atteindra enfin la rivière Volkhov, marquant la fin de la tête de pont.
Pendant ce temps, dans le secteur nord du Volkhov, la 54e armée d'Ivan Fediouninski a entamé une lente avancée vers le sud, mettant en danger le Ier corps allemand, qui est également harcelé sur son flanc droit par la 4e armée de Meretskov. Le Ier corps, contraint d'abandonner ses positions, redessine sa ligne le long de la voie ferrée Mga-Kirichi. La garnison de Kirichi, ville située sur la rive droite du Volkhov, résiste aux assauts soviétiques et constitue la seule position prise dans l'opération qui ne soit pas abandonnée par la Wehrmacht. L'Armée rouge passera le reste du mois à essayer, sans grand succès, de former des têtes de pont sur la rive ouest du Volkhov afin de préparer le terrain pour de futures offensives.

## Résultat
Le jour de Noël, von Leeb félicite son groupe d'armées pour les efforts déployés lors de l'invasion de l'Union soviétique et pour les énormes pertes infligées à l'Armée rouge. Peu de temps après, il démissionne auprès d'Hitler et est remplacé par Georg von Küchler, alors commandant de la 18e armée. Malgré les lourdes pertes infligées à l'Armée rouge, Léningrad demeure sous contrôle soviétique, la Wehrmacht ayant échoué à couper les routes d'approvisionnement via le lac Ladoga. La contre-offensive soviétique est un succès et est l'une des premières victoires de Staline à l'automne 1941. Le groupe d'armées Nord passera le reste de la guerre en arrière-plan du front de l'Est, ne menant plus d'offensives et n'ayant qu'une faible priorité lorsqu'il s'agit de recevoir des renforts,,,.
Face à la prolongation du siège, l'armée allemande ne pourra pas s'appuyer sur les divisions du secteur pour d'autres opérations. La frustration d'Hitler à l'idée de mettre fin au siège l'amènera à ordonner à la 11e armée d'Erich von Manstein de se retirer de l'opération Fall Blau, la campagne du Caucase de 1942, afin d'accélérer la chute de Léningrad. Manstein, qui vient d'être promu maréchal pour son succès lors du siège de Sébastopol, sera pris dans une nouvelle tentative de la Stavka pour libérer la ville (l'offensive de Siniavino), le laissant incapable d'améliorer la situation à Leningrad.
Le front de Volkhov se stabilise tout au long du mois de décembre ; mais elle connaîtra une nouvelle crise en janvier 1942, lorsque la 2e armée de choc nouvellement arrivée franchit le Volkhov entre Grouzino et Novgorod pour tenter de libérer l'encerclement de Léningrad, qui deviendra connu sous le nom d'offensive de Liouban. L'opération se terminera par l'encerclement, la destruction ultérieure de cette armée et la capture de son général (Andreï Vlassov) par les Allemands,. Après l'offensive frustrée de Liouban, le front restera stable jusqu'en 1944, lorsque le groupe d'armées Nord, désormais sous le commandement de Walter Model, se retira à l'ouest du lac Peïpous, derrière la ligne Panther, abandonnant la région en raison de l'effondrement de son système défensif.